# Дельфины Перна
«Дельфины Перна» (англ. The Dolphins of Pern) — фантастический роман Энн МакКефри из серии «Всадники Перна». Эта книга является продолжением романа «Все Вейры Перна».

## Описание сюжета
Сюжет романа сосредотачивается прежде всего на двух молодых героях: Ридисе, сыне Лорда Райской реки, и Т’лионе, всаднике бронзового дракона Гадарета. Ридис был спасен говорящими дельфинами, и теперь проводит много времени с ними, Т’лион также развивает интерес к этим животным. Два приятеля оказывают поддержку друг другу из-за их общего интереса, и разными способами бросают вызов семье и Вейру. Им приходится поддерживать их дружбу с дельфинами и убеждать других в интеллекте дельфинов и способности говорить. В то время как уже знакомые герои изо всех сил пытаются окончить эру Нитей, Ридис, Т’лион и другие изо всех сил пытаются начать новую эру, в которую дельфин и человек сотрудничают снова.

## Персонажи
| Действующие лица | Их описание                                                |
| ---------------- | ---------------------------------------------------------- |
| Ридис            | сын Джейги и Арамины                                       |
| Джейги           | Лорд Райской реки                                          |
| Арамина          | жена Джейги                                                |
| Т’лион           | всадник бронзового дракона Гадарета                        |
| Миррим           | Госпожа Восточного Вейра, дракон — Пат                     |
| Т’геллан         | Предводитель Восточного Вейра, дракон — Монарт             |
| ИГИПС (АЙВАС)    | Искусственная Голосовая Информационная Поисковая Система   |
| Менолли          | арфистка, хозяйка десяти файров, жена Сибела, сестра Алеми |
| Лесса            | Госпожа Вейра Бенден, дракон — Рамота                      |
| Алеми            | рыбак, брат Менолли                                        |